# Casa natal de Wolfgang Amadeus Mozart
La Casa natal de Wolfgang Amadeus Mozart (en alemany: «Mozarts Geburtshaus» o «Hagenauerhaus») és l'edifici on va néixer el gran geni musical, W.A. Mozart; és al número 9 de la Getreidegasse a Salzburg, Àustria. La família Mozart va viure al tercer pis entre 1747 i 1773. Wolfgang va néixer aquí el 27 de gener de 1756; fou el setè fill de Leopold Mozart que era músic de la Cambra Reial Salzburg. Actualment és un museu que introdueix el visitant en aspecte de la vida del compositor a Salzburg i altres detalls, com els seus primers instruments musicals. També hi ha retrats, documents i les primeres edicions de la seva música. L'edifici és propietat de la Fundació Mozart.

## Història

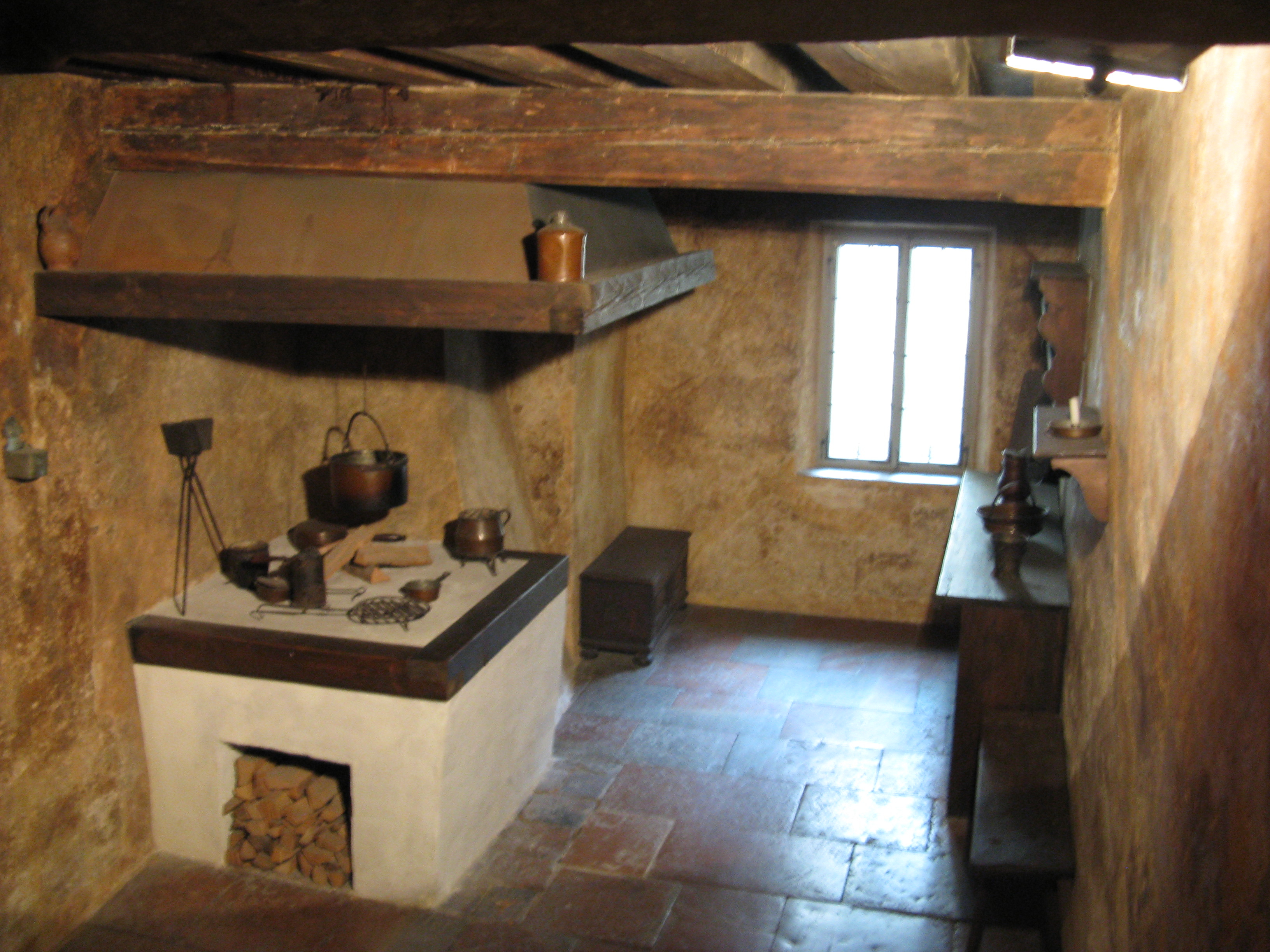
La cuina de la casa.

La casa va ser construïda al segle xii en un terreny que havia estat part del jardí que pertany als monjos benedictins de Sant Pere de Salzburg. Otto Keutzel, un comerciant, s'esmenta com a propietari en 1408, mentre que Chunrad Fröschmoser, l'apotecari tall, va comprar la propietat en 1585. A l'entrada, la serp enroscada a la boca del lleó, el símbol d'Asclepi, sent testimoni de la seva propietat. En 1703, la casa va entrar a la propietat de la família Hagenauer que havia arribat a Salzburg cap a 1670. En concret, s'inclouen Joseph Matin Hagenauer i Johann Laurenz Hagenauer que va esdevenir propietari de Mozart.
Després de casar-se amb Anna Maria Pertl el 21 de novembre de 1747, Leopold Mozart va llogar l'apartament del tercer pis, que consistia en una cuina, un petit armari, un saló-menjador, un dormitori i un despatx. Va ser la seva residència fins al 1773 i els seus set fills van néixer aquí; només dos, Maria Anna i Wolfgang Amadeus, van sobreviure. Leopold Mozart estava en contacte constant a través de les cartes amb el seu casolà durant el gran viatge de la família Mozart entre 1763 i 1766; van marxar el 1773.

## Museu
Des del 1880 hi ha un museu ubicat en aquest edifici. En aquest museu se situa al visitant en la vida primerenca del compositor, es poden veure els seus primers instruments musicals, els cercle d'amistats i el seu gran interès per l'òpera.
- Al tercer pis es mostra el violí d'infantesa de Mozart, el seu clavicordi, així com retrats, documents, cartes familiars i les primeres edicions de la seva música. També hi ha registres de la seva vida a Viena i de la seva esposa i família.
- El segon pis està dedicat als interessos de Mozart pel que fa a l'òpera i inclou el clavicordi amb el qual va compondre La flauta màgica.
- En la primera planta es reprodueixen les condicions de vida de l'època de Mozart amb mobles d'època. Documents i pintures originals il·lustren la seva vida a Salzburg.[2][6] Altres objectes destacats que es poden veure en el museu són un retrat incomplet de Mozart pintat per Joseph Lange (el seu cunyat) el 1789,[2] i les fotos de la seva infància.[5]